# Codiaeum
Кодієум (Codiaeum) — рід рослин родини Молочайні (Euphorbiaceae) підродини Crotonoideae.

Батьківщиною роду є Східна Індія, Малайзія, Зондські і Молуккські острови, де налічується близько 15 видів.
Це вічнозелені дерева, чагарники і трав'янисті рослини.
Листя шкірясті, різноманітні за формою: несиметричні, лопатеві, трилопатеві, довгасто-ланцетні, широкояйцевидні, тупі або загострені, цілокраї, виїмчасті, кручені, перетягнуті; за кольором: жовто-зелені, зелені, червоно-коричневі з жовтими, червоними, помаранчевими прожилками, з черешками. Молоде листя пофарбоване в більш світлі тони, які поступово змінюються темними і набувають червоно-бордового відтінку, тому одна рослина забарвлене одночасно в кілька кольорів.
Цвітуть непоказними жовтувато-білими дрібними квітками, зібраними в пазушні кистьові суцвіття.
Чагарники зі шкірястим листям роду Кодієум часто плутають з родом Кротон. Деякі види, особливо Codiaeum variegatum, культивуються як кімнатні рослини. 

## Види
- Codiaeum affine Merr.
- Codiaeum bractiferum (Roxb.) Merr.
- Codiaeum ciliatum Merr.
- Codiaeum finisterrae Pax & K.Hoffm.
- Codiaeum hirsutum Merr.
- Codiaeum ludovicianum Airy Shaw
- Codiaeum luzonicum Merr.
- Codiaeum macgregorii Merr.
- Codiaeum megalanthum Merr.
- Codiaeum membranaceum S.Moore
- Codiaeum oligogynum McPherson
- Codiaeum palawanense Elmer
- Codiaeum peltatum (Labill.) P.S.Green
- Codiaeum stellingianum Warb.
- Codiaeum tenerifolium Airy Shaw
- Codiaeum trichocalyx Merr.
- Codiaeum variegatum (L.) Rumph.